# Petalidium luteoalbum
Petalidium luteoalbum är en akantusväxtart som beskrevs av Adrianus Dirk Jacob Meeuse. Petalidium luteoalbum ingår i släktet Petalidium och familjen akantusväxter. Inga underarter finns listade i Catalogue of Life.